# Нахдж аль-фарадис
Нахдж эль-фарадис («Открытая дорога в райские сады») — сочинение Махмуда ал-Булгари бине Гали, написано в середине XIV века (759 год по хиджре, 1357 год от н. э.). Автор был выходцем из г. Булгар, жил и работал в г. Сарай.
Относится к золотоордынскому периоду. Сохранилось 11 рукописных копий, древнейшая датируется 1360 годом и хранится в Турции.
Книга разделена на 4 большие части, каждая часть на 10 глав.
Эта книга вобрала в себя сорок хадисов Пророка Мухаммада — все они являются проверенными, взяты из достоверных источников. Основываясь на данных хадисах, мы рассказали истории из жизни пророков, их сподвижников, ученых и суфийских шейхов. Книга состоит из четырёх частей, каждая глава открывается одним из хадисов Пророка Мухаммада (мир ему!) — всего их (глав) сорок. Первая часть описывает жизнь и благие деяния Пророка Мухаммада, вторая описывает жизнь четверых халифов и четверых имамов, третья часть рассказывает о благих деяниях, приближающих ко Всевышнему, четвёртая — о злодеяниях, отдаляющих от Его милости" (Из предисловия)
В седьмой и восьмой главах встречается описание пророка Мухаммеда. В восьмой главе описывается его путешествие в Рай и ад в сопровождении ангелов Джибрила и Микаила. Глава большей частью построена в форме диалога в виде вопросов-ответов, сцены рая и ада содержат яркие, эмоциональные и красочные описания.

## Фрагмент произведения с переводом
Səfər ayenıñ səkezünçe kön yılqı yılı irdi, yite yöz illek tokuzda Sarai şəhərendə irdi bu kitapnı cəmg qılguçı əl-galimer — rəbbani vəl-galim əs-səmadani əl-ostadel-motlak vəl-gamil əl-muvaffak Məxmüd bine Gali bine Şayex əs-Sarai mənşəən vəl-Bolgari müvəllədən vəl-K-r-d-i-gagdan əl-möştəra bine (bayne?) əsxabı əl-mökalləbe (əl-möləqabe) bi Minhacetdin… andag əyterkem…
В восьмой день месяца сафара года лошади, в семьсот пятьдесят девятом (в 1357), в городе Сарае была сочинена эта книга. Составитель сочинения — эрудит богословия и небоздания, совершенный учитель и удачливый труженик, Махмуд, сын Гали, сына шейха Сарайского, происхождением из Булгара, владелец из К-р-д-и, обретший среди славных друзей прозвище Минхаджетдина.